# Michał Horain (1797–1864)
Michał Horain herbu Szreniawa (ur. 27 września 1797 w Bastunach, zm. 1864) – polski inżynier, budowniczy śluzy Paniewo na Kanale Augustowskim, uczestnik powstania listopadowego.
Wstąpił do wojska polskiego w 1818 r. do korpusu inżynierów, w 1829 r. otrzymał stopień porucznika. W czasie powstania listopadowego mianowany majorem inżynierów. Michał Horain odznaczony był Krzyżem Złotym Orderu Virtuti Militari. Po upadku powstania emigrował z dowodzoną przez siebie kolumną do południowej Francji, gdzie osiadł. Od 1832 roku przebywał w zakładzie dla uchodźców polskich w Besançon. Podpisał w Lunel adres do angielskiego parlamentu i narodu o przywrócenie Polsce niepodległości. W Guingamp w Bretanii ożenił się, pracował jako budowniczy dróg i mostów, budował pierwszą linię kolejową Lyon - Marsylia.
Po uzyskaniu zgody rządu rosyjskiego w 1857 r. powrócił na Litwę, gdzie osiadł z rodziną w Wilnie.